# Abraham Benrubi
 (novembre 2024).
Abraham Benrubi est un acteur américain né le 4 octobre 1969 à Indianapolis, (Indiana, États-Unis). Il est le fils de Patricia et Asher Benrubi, connu professionnellement comme Adam Smasher ou " The Smash", qui est le chanteur du groupe Roadmaster et un animateur de radio à St Louis.

## Biographie
Cet acteur qui mesure 2,01 m devient culte en 1990 grâce au rôle de Kubiac dans la série Parker Lewis ne perd jamais. La série dure trois saisons puis, en 1994, il devient Jerry dans la série Urgences, et ce jusqu'à la fin de la série en 2009.
En 2006, il obtient l'un des rôles dans la série à succès : Men in Trees : Leçons de séduction. 

## Filmographie

### Cinéma
- 1990 : Diving In (en) de Strathford Hamilton
- 1992 : Crossing the Bridge : Rinny
- 1993 : The Program : Bud-Lite Kaminski
- 1994 : Pionniers malgré eux (Wagons East) : Abe Ferguson                              • 1994 : The Shadow (Le Garde de la Marine à la porte du physicien nucléaire)
- 1995 : l'Île magique (Magic Island) (vidéo) : Duckbone
- 1996 : Twister de Jan de Bont : Bubba
- 1997 : Talking Dessert
- 1997 : George de la jungle (George of the Jungle) : Thor, van de Groot's Sidekick Thug
- 1997 : U-Turn : Biker #1
- 1997 : Engrenage infernal (Under Oath) : Geoff Carmichael
- 1998 : Border to Border : Geddy Paretti
- 1998 : I Woke Up Early the Day I Died : Bouncer
- 1998 : Les Razmoket, le film (The Rugrats Movie)  de Norton Virgien et Igor Kovaljov : Serge (voix)
- 1999 : Requiem pour un taulard (Out in Fifty) de Bojesse Christopher et Scott Leet : Spike
- 2001 : War Story : Eric
- 2001 : The Barber (The Man Who Wasn't There) : Jeune homme
- 2002 : The Robbery (Zig Zag) : Hector (voix)
- 2003 : Open Range : Mose
- 2004 : Jusqu'au cou (Without a Paddle) : Dennis
- 2005 : Miss FBI : divinement armée (Miss Congeniality 2: Armed & Fabulous) : Lou Steele
- 2006 : Venus & Vegas : Bruno
- 2006 : Petits suicides entre amis (Wristcutters: A Love Story) de Goran Dukić : Erik
- 2013 : Mission Père Noël (A Country Christmas) de Dustin Rikert : le Père Noël
- 2013 : Bounty Killer : Jimbo
- 2015 : Little Boy (film) : Teacup
- 2016 : The Finest Hours de Craig Gillespie
- 2016 : The Belko Experiment de Greg McLean : Chet Valincourt
- 2017 : Like.Share.Follow. : détective Yarden
- 2018 : Mandy
- 2023 : The Old Way de Brett Donowho : Big Mike

### Télévision

#### Téléfilms
- 1995 : Out There : Roy
- 1998 : Un monde trop parfait (Tempting Fate): John Bollandine
- 2013 : Comment j'ai rencontré le prince charmant

#### Séries télévisées
- 1990-1993 : Parker Lewis ne perd jamais : Francis Lawrence « Larry » Kubiac
- 1991 : Mariés, deux enfants : Cousin Jimmy
- 1992 : Les Anges de la crime (en) (Angel Street)
- 1994-2009 : Urgences (E.R.): Jerry Markovic
- 1994 : The Shadow : Lane's Marine Guard
- 1997 : Sleepwalkers : Chasseurs de rêves (Sleepwalkers ) : Vince Konefke
- 1999 : X-Files : Aux frontières du réel  (The X Files) (saison 6, épisode Bienvenue en Arcadie) : Big Mike
- 1999 : Un don surnaturel (A Touch of Hope) : Dr Neil Bachman
- 2001 : Dark Angel, saison 1 épisode 3, un prisonnier
- 2001 : Buffy contre les vampires, saison 5 épisode 11 et saison 7 épisode 5 : Olaf le troll
- 2005 : Esprits criminels (Criminal minds) (Saison 1, épisode 7) : Frank Fielding
- 2006 : Pizza Time : Bruno
- 2006 - 2008 : Men in Trees : Leçons de séduction : Ben Jackson
- 2009 : Calvin Marshall (en) de Gary Lundgren : Coach Dewey
- 2010 : Happy Town: Dave Duncan
- 2012 : Bones : Willis McCullum (saison 8 épisode 5)
- 2012 : Community : Personnel de l'asile psychiatrique
- 2013 : Once Upon a Time : saison 2 épisode 13 : Arlo
- 2014 : Harry Bosch : Rodney Belk, procureur adjoint, avocat d'Harry Bosch
- 2016 : Outcast : épisode 1 : Caleb
- 2017 : APB : Alerte d'urgence : saison 1 épisode 2 : Pete
- 2018 : Chicago Fire : saison 7 épisode 21 : Russ LaPointe

#### Web-Série
- 2019 : Noob : Phileas Glitch (saisons 10 et 11)